# William Raphael
Pour les articles homonymes, voir Raphael.

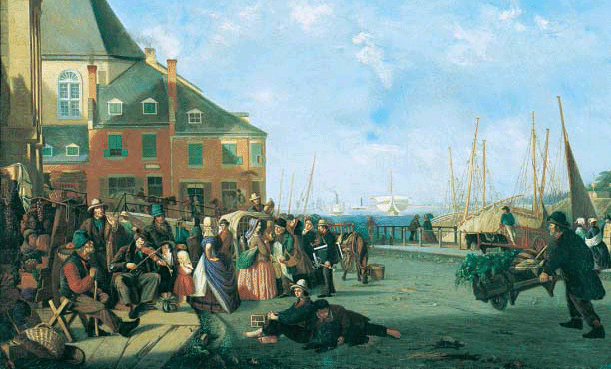
Derrière le marché Bonsecours, Montréal, 1866, Musée des beaux-arts du Canada.

William Raphael (né le 22 août 1833 à Nakel et mort le 15 mars 1914 à Montréal) est un artiste canadien.   

## Biographie
Raphael est d'origine juive orthodoxe, il étudie à l'Académie Royale de Berlin auprès de Johann Eduard Wolff et Karl Begas.  En 1856, il émigre comme portraitiste à New York, puis à Montréal où il restera jusqu'à la fin de ses jours. Il fréquente et travaille au studio Notman ainsi que les artistes Otto Reinhold Jacobi et Adolph Vogt. Il continue à peindre des portraits. Il enseigne le dessin et la peinture à une multitude d'élèves du secondaire dont au High School of Montreal. Quelques années après son déménagement à Montréal, il peint Immigrants à Montréal, plus tard intitulé Derrière le marché Bonsecours acheté par le Musée des beaux-arts du Canada en 1957. 
Il fut l'un des membres fondateurs de l'Académie royale des arts du Canada. En 1904, il est membre du Conseil des arts et manufactures.
« La représentation de la beauté et de la vérité ne doit pas dépendre de ce qui est à la mode… »

## Œuvres
- Clément-Charles Sabrevois de Bleury (1798-1863), 1850-1860, Musée McCord[7]
- Trois Personnages avec livre grand, 1853-1857, Musée des beaux-arts du Canada[8]
- Homme et Femme endormis, 1853, Musée des beaux-arts du Canada[9]
- Croquis de personnages assis à une table ronde, 10 février 1856, Musée des beaux-arts du Canada[10]
- The Old Pedlar, 1859, Musée des beaux-arts de la Nouvelle-Écosse
- Royal Mail: New Brunswick, 1861, Galerie d'art Beaverbrook
- Le Tandem, 1869, Musée national des beaux-arts du Québec[11]
- Mr Inglis, 1872, Musée d'art de Joliette
- Trois Montagnais avec des wigwams, La Malbaie, vers 1875, Musée McCord[12]
- Tante Héva Prévost, 1877, Musée d'art de Joliette
- Garçon à la toupie, 1879, Musée des beaux-arts du Canada[13]
- Église à Tadoussac, 1879, Musée des beaux-arts du Canada[14]
- Indian Encampment on the Lower St. Lawrence, 1879, Musée des beaux-arts du Canada[15]
- Pointe-Claire, Québec, 1880, Musée des beaux-arts de l'Ontario
- Meute de loups, vers 1880-1890, Musée McCord[16]
- The Attack on the redoubt, 1881, illustration pour une monographie[17]
- Louis-Tancrède Bouthillier (en), vers 1881, Musée McCord[18]
- Printemps, 1891, lavis sur papier, Musée McCord[19]
- Togo, 1911, Musée d'art de Joliette
- Hollyhocks, non daté, Vancouver Art Gallery
- Going to Town, non daté, RiverBrink Art Museum (en)